# Miłość (wieś)
Miłość – wieś w Polsce położona w województwie śląskim, w powiecie myszkowskim, w gminie Koziegłowy.

## Historia
Miejscowość pod koniec XIX wieku wymienia Słownik geograficzny Królestwa Polskiego. W 1885 roku miała ona 30 domów, w których mieszkało 67 mieszkańców oraz liczyła 104 morgi powierzchni.
W latach 1975–1998 miejscowość administracyjnie należała do województwa częstochowskiego.